# Жуинское сельское поселение
Жуинское сельское поселение или Жуинское муниципальное образование — муниципальное образование со статусом сельского поселения в Бодайбинском районе Иркутской области России. 
Административный центр — посёлок Перевоз.

## Население
| 2010 | 2011 | 2012 | 2013 | 2014 | 2015 | 2016 |
| ---- | ---- | ---- | ---- | ---- | ---- | ---- |
| 923  | ↘914 | ↘894 | ↘874 | ↘848 | ↘836 | ↘797 |
| 2017 | 2021 |      |      |      |      |      |
| ↘774 | ↘757 |      |      |      |      |      |

По результатам Всероссийской переписи населения 2010 года
численность населения муниципального образования составила 923 человека, в том числе 437 мужчин и 486 женщин.

## Населённые пункты
В состав сельского поселения входят населённые пункты:
| № | Населённый пункт | Тип населённого пункта | Население |
| - | ---------------- | ---------------------- | --------- |
| 1 | Большой Патом    | село                   | ↘52       |
| 2 | Перевоз          | посёлок                | ↘842      |